# Okres Łuków
Okres Łuków (polsky Powiat łukowski) je okres v polském Lublinském vojvodství. Rozlohu má 1394,09 km² a v roce 2019 zde žilo 106 816 obyvatel. Sídlem správy okresu je město Łuków.

## Gminy
Městské:
- Łuków
- Stoczek Łukowski

Vesnické:
- Adamów
- Krzywda
- Łuków
- Serokomla
- Stanin
- Stoczek Łukowski
- Trzebieszów
- Wojcieszków
- Wola Mysłowska

## Města
- Łuków
- Stoczek Łukowski

## Sousední okresy
| Růžice kompasu | Minśk    | Siedlce     | Biała Podlaska            | Růžice kompasu |
| Růžice kompasu | Garwolin | Sever       | Radzyń Podlaski           | Růžice kompasu |
| Růžice kompasu | Garwolin | Okres Łuków | Radzyń Podlaski           | Růžice kompasu |
| Růžice kompasu | Garwolin | Jih         | Radzyń Podlaski           | Růžice kompasu |
| Růžice kompasu | Ryki     | Lubartów    | Lubartów, Radzyń Podlaski | Růžice kompasu |